# Forsterella faceta
Genre
Espèce
Forsterella faceta, unique représentant du genre Forsterella, est une espèce d'araignées aranéomorphes de la famille des Zodariidae.

## Distribution
Cette espèce est endémique de Nouvelle-Zélande. Elle se rencontre sur l'île du Nord.

## Description

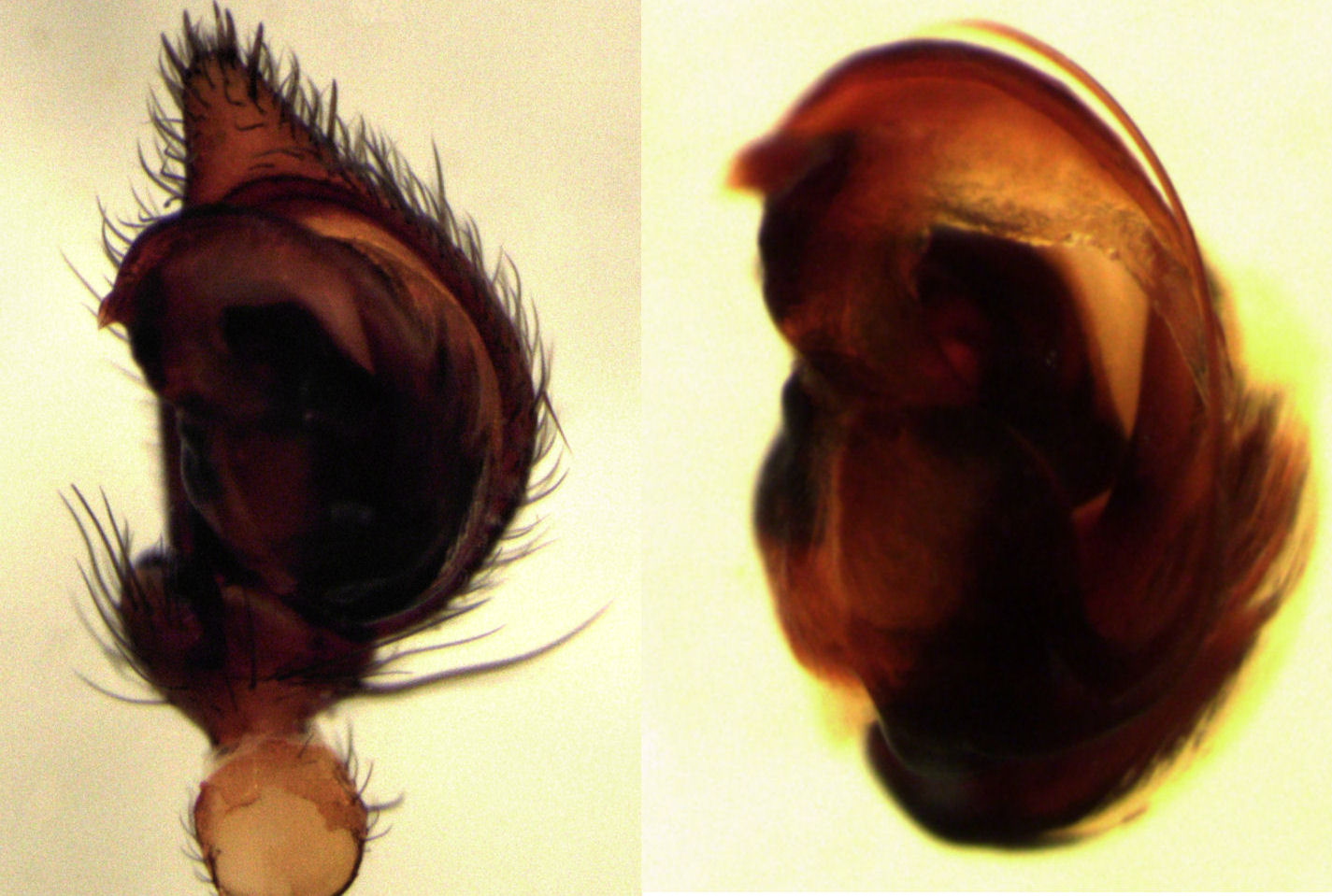
palpes du mâle

La femelle holotype mesure 5,83 mm, les mâles mesurent de 3,91 à 5,41 mm et les femelles de 4,33 à 7,75 mm.

## Étymologie
Ce genre est nommé en l'honneur de Raymond Robert Forster.

## Publication originale
- Jocqué, 1991 : A generic revision of the spider family Zodariidae (Araneae). Bulletin of the American Museum of Natural History, no 201, p. 1-160 (texte intégral).